# Alban Goodier
Alban Goodier SJ (* 14. April 1869 in Great Harwood, Vereinigtes Königreich; † 13. März 1939) war ein britischer Jesuit, Schriftsteller und römisch-katholischer Erzbischof von Bombay.

## Leben
Alban Goodier war zweites überlebendes Kind des Kuchenherstellers William Goodier und seiner Frau Elizabeth Kitching. Er studierte am Stonyhurst College, einem Jesuitencollege, und trat am 7. September 1887 in den Jesuitenorden ein. Anschließend absolvierte er das Noviziat. 1891 schloss er mit dem Bachelor of Arts an der University of London ab. Anschließend studierte er in Stonyhurst Philosophie und unterrichtete Rhetorik. Von 1900 bis 1904 studierte er in St. Beuno, Wales, Theologie. Am 20. September 1903 erhielt er die Priesterweihe. Das dritte Jahr absolvierte er in Drongen, Belgien.
1914 wurde er überraschend als Lehrer an das College in Bombay, Indien, geschickt. Dort unterrichtete er englische Literatur. Dies war notwendig, da mit Beginn des Ersten Weltkriegs 60 deutsche Jesuiten verhaftet wurden. Im Juni 1915 wurde er Direktor der Bombay University College. 1919 wurde nach Europa zurückgerufen und er wurde durch Ethelbert Blatter ersetzt.
Papst Benedikt XV. ernannte ihn am 15. Dezember 1919 zum Erzbischof von Bombay. Goodier weilte gerade in Rom. Der Erzbischof von Westminster Francis Alphonsus Bourne spendete ihm am 22. Dezember 1919 in der Westminster Cathedral die Bischofsweihe. Mitkonsekratoren waren Francis Edward Joseph Mostyn, Bischof von Menevia und Compton Theodore Galton SJ, Apostolischer Vikar von Britisch-Guiana. Ab November 1921 wurde die Jesuitenmission von spanischen Jesuiten, die zuvor auf den Philippinen gewirkt hatten, übernommen. Diese wurden wiederum von US-amerikanischen Jesuiten abgelöst. Am 27. März 1920 war er zurück in Bombay. 1924 wurde er Apostolischer Administrator des Bistums Poona.
Obwohl er Erzbischof von Bombay war, unterstanden ihm nicht alle Katholiken. Die portugiesischen Katholiken unterstanden nach dem Padroado-System dem Bischof von Daman. Er führte mit London, Lissabon und dem Heiligen Stuhl Verhandlungen, die am 15. April 1928 in einem Konkordat zwischen Heiligem Stuhl und Portugal endeten. Es wurde darin festgelegt, dass das Bistum Daman mit dem Erzbistum Goa vereinigt wurde und das Erzbistum Bombay zukünftig im Wechsel mit einem portugiesischen und einem englischen Erzbischof besetzt werden sollen. Diese Regelung wurde mit der Unabhängigkeit von Indien 1950 beendet. Auch wurde hierin die doppelte Jurisdiktion beendet.
Bereits am 1. Oktober 1926 nahm Papst Pius XI. seinen Rücktritt als Erzbischof an und ernannte ihn zum Titularerzbischof von Titularerzbistum Hierapolis in Phrygia.
Von 1930 bis 1932 unterstützte er Kardinal Bourne bei seinen bischöflichen Aufgaben. Danach zog er sich in die Benediktinerinnenabtei in Teignmouth zurück. Dort schrieb er geistliche Bücher.